# Perplex Ridge
Perplex Ridge är en bergstopp i Antarktis. Den ligger i Västantarktis. Argentina, Chile och Storbritannien gör anspråk på området. Toppen på Perplex Ridge är 915 meter över havet.
Terrängen runt Perplex Ridge är huvudsakligen kuperad, men åt nordväst är den platt. Havet är nära Perplex Ridge åt nordväst. Trakten är obefolkad. Det finns inga samhällen i närheten. 